# 全球団勝利
全球団勝利（ぜんきゅうだんしょうり）とはプロ野球の公式戦で投手が組織に所属する全ての球団から勝利を挙げることである。

## 日本プロ野球
日本野球機構（NPB）におけるこの記録が注目され始めたのは、1978年に渡辺秀武がロッテオリオンズに移籍し、すでにその時点で日本ハムファイターズ以外の当時NPBに存在していた11球団から勝利投手となっていたので、「史上初」の記録を達成するのではないかと当時の『週刊ベースボール』誌上で取り上げられたことが、初期のものとして確認できる。宇佐美徹也『プロ野球記録大鑑』（講談社、1993年、ISBN 4-06-206108-2）によると、その後、野村収と古賀正明が1983年に記録を達成し、渡辺、江夏豊、宮本幸信、吉見祐治、清水直行、小林宏之、下柳剛、帆足和幸、増井浩俊、和田毅（外国人はライアン・グリン、ブライアン・ウルフ、デニス・サファテ）などがあと1球団で達成できたが果たせなかった。
日本野球連盟のリーグ分裂（1950年）以降、セ・パ交流戦が実施される前年（2004年）までは、公式戦のない別リーグのチームから勝利を挙げることは難しかったが、交流戦開始により達成が容易となったことから、記録としての価値を落としたとの指摘がある。

### 達成者
セ・パ12球団制となった1958年以降、2025年6月現在で以下の21名の選手が達成している。
- ○は大阪近鉄バファローズと東北楽天ゴールデンイーグルスを含む13球団から勝利した選手
- ○表記のない選手はそれぞれの達成当時の既存12球団から勝利
- ▲は2004年以前から現役で、近鉄に勝利していない、もしくは対戦していない選手

選手名の太字表記はNPB在籍現役選手、球団名の太字表記は達成時の所属球団を示す。所属球団はNPB球団のみ表記。
| 選手                     | 所属球団 | 達成日        | 対戦相手     | 備考 | 通算勝利数 |
| ------------------------ | --- | ------------- | ------------ | --- | ---------- |
| 野村収                   | 大洋ホエールズ（1969年 - 1971年） ロッテオリオンズ（1972年 - 1973年） 日本ハムファイターズ（1974年 - 1977年） 横浜大洋ホエールズ（1978年 - 1982年） 阪神タイガース（1983年 - 1986年）                                         | 1983年5月15日 | 大洋         | 日本プロ野球初 セ・パ交流戦導入以前の達成                                                                                      | 121勝      |
| 古賀正明                 | 太平洋クラブライオンズ クラウンライターライオンズ（1976年 - 1978年） ロッテオリオンズ（1979年） 読売ジャイアンツ（1980年） 横浜大洋ホエールズ（1981年 - 1984年）                                                              | 1983年10月4日 | 巨人         | セ・パ交流戦導入以前の達成 | 38勝       |
| 武田一浩                 | 日本ハムファイターズ（1988年 - 1995年） 福岡ダイエーホークス（1996年 - 1998年） 中日ドラゴンズ（1999年 - 2001年） 読売ジャイアンツ（2002年）                                                                                  | 2002年5月7日  | 中日         | セ・パ交流戦導入以前の達成 | 89勝       |
| 門倉健                   | 中日ドラゴンズ（1996年 - 1999年） 大阪近鉄バファローズ（2000年 - 2003年） 横浜ベイスターズ（2004年 - 2006年） 読売ジャイアンツ（2007年 - 2008年）                                                                             | 2005年8月20日 | 中日         | ▲ セ・パ交流戦導入以降で初 | 76勝       |
| 吉井理人                 | 近鉄バファローズ（1984年 - 1994年） ヤクルトスワローズ（1995年 - 1997年） オリックス・ブルーウェーブ オリックス・バファローズ（2003年 - 2007年） 千葉ロッテマリーンズ（2007年）                                               | 2006年3月29日 | 楽天         | ▲ | 89勝       |
| 工藤公康                 | 西武ライオンズ（1982年 - 1994年） 福岡ダイエーホークス（1995年 - 1999年） 読売ジャイアンツ（2000年 - 2006年） 横浜ベイスターズ（2007年 - 2009年） 埼玉西武ライオンズ（2010年）                                                | 2007年7月24日 | 巨人         | ○ 13球団から初 交流戦とは無関係に達成 1988年に身売りした阪急ブレーブス、南海ホークスからの勝ち星を得た最後の現役選手でもあった | 224勝      |
| 久保康友                 | 千葉ロッテマリーンズ（2005年 - 2008年） 阪神タイガース（2009年 - 2013年） 横浜DeNAベイスターズ（2014年 - 2017年） | 2009年7月14日 | 中日         | | 97勝       |
| 藤井秀悟                 | ヤクルトスワローズ 東京ヤクルトスワローズ（2000年 - 2007年） 北海道日本ハムファイターズ（2008年 - 2009年） 読売ジャイアンツ（2010年 - 2011年） 横浜DeNAベイスターズ（2012年 - 2014年）                                        | 2010年5月3日  | ヤクルト     | ▲ | 83勝       |
| 石井一久                 | ヤクルトスワローズ 東京ヤクルトスワローズ（1992年 - 2001年、2006年 - 2007年） 埼玉西武ライオンズ（2008年 - 2013年） | 2010年5月19日 | ヤクルト     | ▲ | 143勝      |
| 杉内俊哉                 | 福岡ダイエーホークス 福岡ソフトバンクホークス（2002年 - 2011年） 読売ジャイアンツ（2012年 - 2018年） | 2012年7月27日 | 広島         | ○ 全球団敗戦も達成している | 142勝      |
| セス・グライシンガー     | 東京ヤクルトスワローズ（2007年） 読売ジャイアンツ（2008年 - 2011年） 千葉ロッテマリーンズ（2012年 - 2014年） | 2012年8月14日 | ソフトバンク | 外国人初 | 64勝       |
| 木佐貫洋                 | 読売ジャイアンツ（2003年 - 2009年） オリックス・バファローズ（2010年 - 2012年） 北海道日本ハムファイターズ（2013年 - 2015年）                                                                                                 | 2013年5月20日 | 巨人         | ▲ | 62勝       |
| 涌井秀章                 | 埼玉西武ライオンズ （2005年 - 2013年） 千葉ロッテマリーンズ（2014年 - 2019年） 東北楽天ゴールデンイーグルス（2020年 - 2022年） 中日ドラゴンズ（2023年 - ）                                                                    | 2014年4月15日 | 西武         | 単独リーグ所属での達成は史上初                                                                                                 | (現役)     |
| 寺原隼人                 | 福岡ダイエーホークス 福岡ソフトバンクホークス（2002年 - 2006年） 横浜ベイスターズ（2007年 - 2010年） オリックス・バファローズ（2011年 - 2012年） 福岡ソフトバンクホークス（2013年 - 2018年） 東京ヤクルトスワローズ（2019年） | 2014年4月16日 | 楽天         | ○ 最後の13球団から達成者 | 73勝       |
| 大竹寛                   | 広島東洋カープ（2003年 - 2013年） 読売ジャイアンツ（2014年 - 2021年） | 2014年4月26日 | 広島         | ▲ | 102勝      |
| ジェイソン・スタンリッジ | 福岡ソフトバンクホークス（2007年 - 2008年） 阪神タイガース（2010年 - 2013年） 福岡ソフトバンクホークス（2014年 - 2015年） 千葉ロッテマリーンズ（2016年 - 2017年）                                                             | 2014年6月9日  | 阪神         | | 75勝       |
| 林昌範                   | 読売ジャイアンツ（2002年 - 2008年） 北海道日本ハムファイターズ（2009年 - 2011年） 横浜DeNAベイスターズ（2012年 - 2017年） | 2014年6月21日 | 西武         | ▲ 現時点で達成者の中で最少の通算勝利数                                                                                         | 22勝       |
| 金子千尋                 | オリックス・バファローズ（2005年 - 2018年） 北海道日本ハムファイターズ（2019年 - 2022年） | 2019年4月18日 | オリックス   | 達成時の登録名は｢金子 弌大｣ | 130勝      |
| 岸孝之                   | 埼玉西武ライオンズ（2007年 - 2016年） 東北楽天ゴールデンイーグルス（2017年 - ） | 2022年6月9日  | 広島         | [ 6 ] | (現役)     |
| 西勇輝                   | オリックス・バファローズ（2009年 - 2018年） 阪神タイガース（2019年 - ） | 2023年6月14日 | オリックス   | [ 3 ] | (現役)     |
| 大竹耕太郎               | 福岡ソフトバンクホークス（2018年 - 2022年） 阪神タイガース（2023年 - ） | 2025年6月21日 | ソフトバンク | 初の育成選手制度出身選手による達成                                                                                             | (現役)     |
| 有原航平                 | 北海道日本ハムファイターズ（2015年 - 2020年） 福岡ソフトバンクホークス（2023年 - ） | 2025年7月1日  | 日本ハム     | [ 8 ] | (現役)     |

### あと1球団で達成する選手
NPB所属の現役選手のみ。現在の所属球団から勝利で達成の場合は除く。「 - 」以下の球団から勝利すれば達成。
以下は2005年の近鉄消滅以降
- 美馬学（千葉ロッテマリーンズ）- 巨人[10][注 7]
- 石川柊太（千葉ロッテマリーンズ）- 広島
- 高梨裕稔（東京ヤクルトスワローズ）- 日本ハム
- 松葉貴大（中日ドラゴンズ）- オリックス[11]
- 山崎福也（北海道日本ハムファイターズ）- 広島
- 又吉克樹（福岡ソフトバンクホークス）- 中日
- 上沢直之（福岡ソフトバンクホークス）- 日本ハム
- 田中将大（読売ジャイアンツ）- 楽天
- 九里亜蓮（オリックス・バファローズ）-広島

### 参考記録
1957年以前も含め、最も多くの球団から勝ち星を挙げたのは緒方俊明とヴィクトル・スタルヒンの15球団だが、ともに自らが在籍した西日本パイレーツ（緒方）・トンボユニオンズ（スタルヒン）が短期で消滅（存在期間は西日本：1950年のみ、トンボ・高橋：1954年-1956年）したため、全球団勝利には至っていない。

### 全球団セーブ
江夏豊が最初に達成。その後、マーク・クルーン、デニス・サファテ、増井浩俊、秋吉亮、ライデル・マルティネスが達成している。いずれも12球団との対戦による全球団セーブであり、大阪近鉄バファローズと東北楽天ゴールデンイーグルス両球団対戦を含む13球団セーブの達成者はいない。
増井浩俊は、全球団セーブのほか全球団ホールドも達成。なお、勝利については東京ヤクルトスワローズを除く11球団から挙げたが、ヤクルトからは勝ち星を挙げられず、全球団勝利・全球団セーブ・全球団ホールドの快挙は達成できないまま現役引退した。

### 全球団敗戦
江夏豊と西勇輝が12球団の対戦で達成。杉内俊哉が13球団の対戦で達成している。

## メジャーリーグベースボール
全30球団からを勝ち星を挙げると達成となる。2025年4月現在、メジャーリーグベースボールではこれまで25人が達成している
| dagger        | アメリカ野球殿堂選出 |
| double-dagger | 現役選手             |

| 選手                       | 達成日        | 所属球団                       | 対戦相手                       | スコア | 備考                          |
| -------------------------- | ------------- | ------------------------------ | ------------------------------ | ------ | ----------------------------- |
| アル・ライター             | 2002年4月30日 | ニューヨーク・メッツ           | アリゾナ・ダイヤモンドバックス | 10-1   |                               |
| ケビン・ブラウン           | 2004年3月31日 | ニューヨーク・ヤンキース       | タンパベイ・デビルレイズ       | 12-1   | 東京での開幕シリーズ          |
| テリー・マルホランド       | 2004年7月19日 | ミネソタ・ツインズ             | デトロイト・タイガース         | 3-1    |                               |
| カート・シリング           | 2004年9月10日 | ボストン・レッドソックス       | シアトル・マリナーズ           | 13-2   |                               |
| ウッディ・ウィリアムズ     | 2006年9月26日 | サンディエゴ・パドレス         | セントルイス・カージナルス     | 7-5    |                               |
| ジェイミー・モイヤー       | 2008年5月26日 | フィラデルフィア・フィリーズ   | コロラド・ロッキーズ           | 20-5   |                               |
| ランディ・ジョンソン       | 2009年4月19日 | サンフランシスコ・ジャイアンツ | アリゾナ・ダイヤモンドバックス | 2-0    |                               |
| バリー・ジト               | 2010年6月12日 | サンフランシスコ・ジャイアンツ | オークランド・アスレチックス   | 5-4    |                               |
| ハビアー・バスケス         | 2010年7月21日 | ニューヨーク・ヤンキース       | ロサンゼルス・エンゼルス       | 10-6   |                               |
| ビセンテ・パディーヤ       | 2010年8月10日 | ロサンゼルス・ドジャース       | フィラデルフィア・フィリーズ   | 15-9   |                               |
| デレク・ロウ               | 2012年5月10日 | クリーブランド・インディアンス | ボストン・レッドソックス       | 8-3    |                               |
| A.J.バーネット             | 2012年7月21日 | ピッツバーグ・パイレーツ       | マイアミ・マーリンズ           | 5-1    |                               |
| ダン・ヘイレン             | 2013年8月9日  | ワシントン・ナショナルズ       | フィラデルフィア・フィリーズ   | 9-2    |                               |
| カイル・ローシュ           | 2015年6月26日 | ミルウォーキー・ブルワーズ     | ミネソタ・ツインズ             | 10-4   |                               |
| ティム・ハドソン           | 2015年7月26日 | サンフランシスコ・ジャイアンツ | オークランド・アスレチックス   | 4-3    |                               |
| ジョン・ラッキー           | 2016年4月18日 | シカゴ・カブス                 | セントルイス・カージナルス     | 5-0    |                               |
| マックス・シャーザー       | 2016年5月11日 | ワシントン・ナショナルズ       | デトロイト・タイガース         | 3-2    | 1試合20奪三振、完投勝利で達成 |
| バートロ・コローン         | 2017年8月20日 | ミネソタ・ツインズ             | アリゾナ・ダイヤモンドバックス | 12-5   |                               |
| ザック・グレインキー       | 2019年9月14日 | ヒューストン・アストロズ       | カンザスシティ・ロイヤルズ     | 6-1    |                               |
| ゲリット・コール           | 2021年7月10日 | ニューヨーク・ヤンキース       | ヒューストン・アストロズ       | 1-0    |                               |
| ジャスティン・バーランダー | 2023年5月10日 | ニューヨーク・メッツ           | シンシナティ・レッズ           | 2-1    |                               |
| チャーリー・モートン       | 2024年6月28日 | アトランタ・ブレーブス         | ピッツバーグ・パイレーツ       | 6-1    |                               |
| ランス・リン               | 2024年7月30日 | セントルイス・カージナルス     | テキサス・レンジャーズ         | 8-1    |                               |
| ホセ・キンタナ             | 2025年4月12日 | ミルウォーキー・ブルワーズ     | アリゾナ・ダイヤモンドバックス | 7-0    |                               |
| ケビン・ゴーズマン         | 2025年4月15日 | トロント・ブルージェイズ       | アトランタ・ブレーブス         | 6-3    |                               |

### あと1球団勝利で達成
2025年シーズン4月時点で、4人の現役選手が29球団から勝利。「 - 」以下の球団から未勝利。
- ウェイド・マイリー - ニューヨーク・ヤンキース
- ダルビッシュ有 - ボルチモア・オリオールズ
- マーカス・ストローマン - トロント・ブルージェイズ
- ジェイムソン・タイヨン - ロサンゼルス・ドジャース

日本人で達成した選手はいないが、上述のようにダルビッシュが残り1球団、引退選手では野茂英雄は古巣のロサンゼルス・ドジャース、黒田博樹はデトロイト・タイガースを除く29球団から勝利している。

### 全球団セーブ
全30球団からセーブを記録すると達成となる。2018年現在、16人が達成している。在籍球団が多く、交流戦も少ないために達成は難しいが、移籍の頻度が多いためにNPBより達成者数が多くなっている。